# Малдонадо (департамент)
Малдона̀до (на испански: Maldonado) е един от 19-те департамента на южноамериканската държава Уругвай. Намира се в южната част на страната. Общата му площ е 4793 км², а населението е 140 192 жители (2004 г.) Столицата му е едноименния град Малдонадо.
1. ↑  www.gub.uy